# Gashatan
Das Gashatan ist in der Erdgeschichte eine regionale Stufe im terrestrischen Paläogen Ostasiens. Das Gashatan ist die zweite Stufe in der Abfolge der Landsäugetierfaunen in Ostasien und folgt auf das Nongshanian. Es wird vom Bumbanian abgelöst. Das Gashatan wird mit dem oberen Thanetium (Paläozän, Paläogen) der chronostratigraphischen Gliederung der Erdgeschichte korreliert. 

## Namensgebung und Geschichte
Die Stufe wurde bereits von Romer (1966) vorgeschlagen, aber nicht näher definiert. Sie ist benannt nach der Lokalität Gashato (Innere Mongolei) und der dort gefundenen Fauna fossiler Landsäugetiere. 

## Definition, Korrelation und absolute Datierung
Die Basis der Stufe ist definiert durch das Ersteinsetzen der Art Tribosphenomys minutus (Alagomyidae, Glires, Säugetiere). Außerdem setzen Hyaenodontidae (Creodonta), Coryphodontidae (Pantodonta), Dinocerata, Rodentiaformes, Carpolestidae und Nyctitheriidae ein. Die Vertreter der Mesonychidae (Mesonychia) und Pastoralodontidae nehmen an Körpergröße deutlich zu.
Die Stufe wird derzeit mit dem oberen Teil der globalen Thanetium-Stufe des oberen Paläozäns korreliert. In absoluten Zahlen ausgedrückt ist es der Zeitabschnitt von 57,3 bis 56 Ma.
Das Gashatan entspricht in der nordamerikanischen Landsäugetierstratigraphie (NALMA) wahrscheinlich dem Cliffordian und dem höchsten Teil des Tiffanian. Die Korrelation ist jedoch noch sehr unsicher. Nach Wang et al. (2007) umfasst das Gashatan das Cliffordian und einen deutlich größeren Anteil am Tiffanian (als in der Time Scale Creator-Korrelation). Das Gashatan wird nicht weiter untergliedert.

## Belege